# Diecezja Moguncji

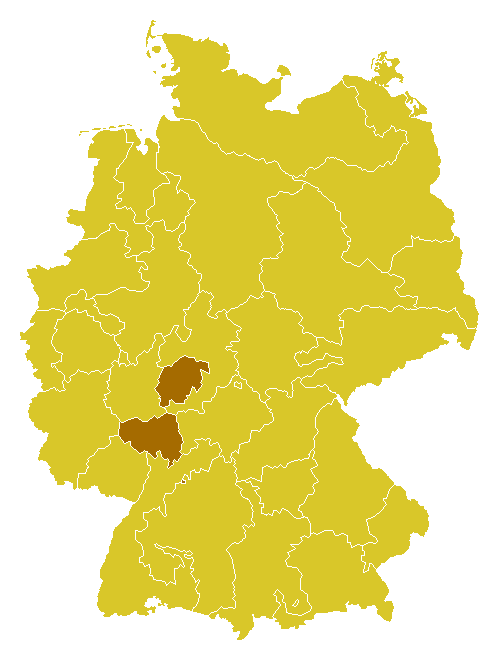
Obecne granice diecezji Moguncji

Herb diecezji Moguncji

Diecezja Moguncji (łac. Dioecesis Moguntina) – katolicka diecezja niemiecka położona w środkowej części kraju, obejmująca swoim zasięgiem centralną część Hesji. Siedziba biskupa znajduje się w katedrze świętych Marcina i Szczepana w Moguncji.

## Historia

### Początki
Diecezja Moguncji jest najstarszą niemiecką diecezją. Została założona jeszcze w czasach Cesarstwa Rzymskiego. Według przekazów pierwszym biskupem miał być niejaki Krescens (80–103), wobec braku jednoznacznych dowodów wszyscy pierwsi biskupi uchodzą za postacie wpół legendarne.
Pierwszym pewnym, potwierdzonym źródłowo biskupem był Marcin, którego imię wraz z informacją o sprawowanej funkcji pojawia się pod datą 343. Jednak przełomową datą był 745, kiedy w Moguncji rządy objął pierwszy arcybiskup św. Bonifacy zwany Apostołem Niemców.

### Archidiecezja (780–1802)
Archidiecezja Moguncji była główna częścią składową metropolii Moguncji, oficjalnie ustanowionej w 780/782, w której skład wchodziło kilkanaście diecezji. Była to bardzo bogate arcybiskupstwo, którego metropolita od 1263 miał prawo uczestniczyć w wyborze cesarza jako jeden z książąt-elektorów. Ponadto przewodniczył zgromadzeniu elektorów Rzeszy i piastował urząd arcykanclerza.
W 1802 Moguncja utraciła rangę arcybiskupstwa. Następnie w  1803 w wyniku sekularyzacji przeprowadzonej podczas reorganizacji ziem niemieckich (tzw. Reichsdeputationshauptschluss) ostatni elektor moguncki Karol Teodor von Dalberg został przeniesiony do archidiecezji Ratyzbony, zaś ziemie archidiecezji Moguncji leżące na zachodnim brzegu Renu wcielono do Francji. Ziemie na wschodnim brzegu ciągnące się wzdłuż Menu poniżej Frankfurtu nad Menem przyłączono do Hesji-Darmstadt i Nassau, natomiast Eichsfeld i Erfurt stały się częścią Prus.

### Diecezja (od 1802)
Na mocy konkordatu z 1801 zawartego między Napoleonem I a papieżem Piusem VII utworzono nowe biskupstwo Moguncji (24 listopada 1802), w granicach Cesarstwa Francuzów, którego jurysdykcja została rozszerzona w 1814 na ziemie Wielkiego Księstwa Hesji.
Po klęsce Napoleona i ustaleniu nowego porządku w Europie na kongresie wiedeńskim w 1815 przystąpiono do reorganizacji struktur kościoła katolickiego w Związku Niemieckim. W miejsce zlikwidowanej metropolii Moguncji utworzono metropolię Fryburga Bryzgowijskiego w 1821, której przydzielono jako sufraganię diecezję Moguncji.

## Biskupi
- Biskup diecezjalny: Peter Kohlgraf

## Podział administracyjny
Diecezja Moguncji składa się z 20 dekanatów:
| L.p. | Nazwa/siedziba dekanatu                     |
| ---- | ------------------------------------------- |
| 1    | Asfeld                                      |
| 2    | Alzey/Gau-Bickelheim / Alzey                |
| 3    | Bergstrasse Mitte / Heppenheim (Bergstraße) |
| 4    | Bergstrasse Ost / Fürth                     |
| 5    | Bergstrasse West / Viernheim                |
| 6    | Bingen / Bingen am Rhein                    |
| 7    | Darmstadt                                   |
| 8    | Dieburg                                     |
| 9    | Dreieich                                    |
| 1    | Erbach                                      |
| 11   | Gießen                                      |
| 12   | Mainz Stadt / Moguncja                      |
| 13   | Mainz Süd / Oppenheim                       |
| 14   | Offenbach am Main                           |
| 15   | Rodgau                                      |
| 16   | Rüsselsheim am Main                         |
| 17   | Seligenstadt                                |
| 18   | Wetterau Ost / Büdingen                     |
| 19   | Wetterau West / Friedberg                   |
| 20   | Worms / Wormacja                            |

## Patroni
- św. Piotr
- św. Wawrzyniec